# Björn Bakken
Björn Bakken (* 22. Februar 1984) ist ein früherer US-amerikanischer Biathlet.
Björn Bakken gab sein internationales Debüt bei einem Staffelrennen im Rahmen des Europacups in Méribel, bei dem er gemeinsam mit Jacob Beste, Kurt Farchmin und Adam van Straten Neunter wurde. Daran schloss sich die Teilnahme an den Junioren-Weltmeisterschaften 2004 in der Haute-Maurienne an. Im Einzel belegte er den 49. Platz und wurde mit Brian Olsen, Farchmin und Mark Johnson Staffel-Zehnter. Ein Jahr später nahm er in Kontiolahti nochmals an der Junioren-WM teil, bei der er 72. des Einzels, 77. des Sprints und mit Kevin Patzoldt, Benjamin Byrne und Farchmin 13. des Staffelrennens wurde. Auf kontinentaler Ebene startete Bakken 2008 bei den Nordamerikanischen Meisterschaften im Biathlon. Im Sprint verpasste er als Viertplatzierter knapp den Gewinn der Bronzemedaille. Im Verfolgungsrennen verlor er mehrere Ränge und wurde ebenso wie im Massenstartrennen Siebter. Daneben nahm er zwischen 2006 und 2008 mehrfach an internationalen Skilanglaufrennen teil, ohne jedoch nennenswerte Resultate zu erreichen. Im NorAm-Cup 2007/08, zu dem auch die kontinentale Meisterschaft gehörte, belegte Bakken in der Gesamtwertung den 19. Platz.